# Lijst van personages uit Sonic the Hedgehog (spellen)
Dit is een lijst van personages uit de Sonic the Hedgehog-spellenserie.

## Babylon Guardian
De Babylon Guardian is een personage uit het spel Sonic Riders. Hij is een djinn die in een fles woont. Hij lijkt nog wel het meest op een grote paarse havik. Zijn taak in het spel is het bewaken van de “schat van Babylon”. Hij is een van de weinige schurken in het spel die niet door Super Sonic verslagen wordt.

## Babylon Rogues
De Babylon Rogues zijn een trio van dieven die voorkomen in de spellen Sonic Riders en Sonic Riders: Zero Gravity. Het trio bestaat uit:

### Storm the Albatross
Een grijze antropomorfe albatros. Hij is de grootste en de sterkste van de drie, en een rivaal van Knuckles. Hij is erg loyaal aan Jet.

## Bark the Polarbear
Bark the Polarbear (バーク・ザ・ポーラーベアー, Bāku za Pōrābeā) is een gele antropomorfe ijsbeer die meedoet in de spellen Sonic the Fighters en Fighters Megamix. Hij heeft grote fysieke kracht, maar slechts weinig snelheid.
Bark heeft ook een rol in de stripserie Sonic the Hedgehog

## Battle Kukku Army
De Battle Kukku Army is een leger van vogels die in het spel Tails Adventure de Cocoa Eilanden aanvallen. Ze zitten achter de chaosdiamanten aan, die op het eiland verborgen zijn. Ze worden bevochten door Tails.

## Bean the Dynamite
Bean the Dynamite (ビーン・ザ・ダイナマイト, Bīn za Dainamaito) is een groene eend in het spel Sonic the Fighters.
Bean gebruikt het liefst bommen als wapens, en lijkt hier een eindeloze voorraad van te hebben. Hij doet ook mee in Fighters Megamix, samen met Bark the Polarbear, en heeft een cameo in Virtua Striker 2.
Bean heeft ook een rol in de stripserie Sonic the Hedgehog.

## Captain Bemoth
Een personage uit het spel Sonic and the Secret Rings. Hij is de kapitein van een vloot piratenschepen. Hij ziet eruit als een stereotiepe piraat, tot hij fuseert met enkele djinns en verandert in een groot bloedzuigerachtig wezen.

## Big the Cat
Big the Cat (ビッグ ・ザ ・キャット, Biggu za Kyatto) is een grote dikke paarse kat met gele ogen. Hij maakte zijn debuut in Sonic Adventure en verscheen later als bespeelbaar personage in Sonic Shuffle en Sonic Heroes.
Big heeft een zachtaardige persoonlijkheid. Hij zit het liefst de hele dag te vissen. Big is niet bijster slim, maar is erg beschermend tegenover zijn vrienden.
Behalve zijn rollen in de spellen doet Big ook mee in de Sonic the Hedgehog stripserie, en in de animatieserie Sonic X.

### Froggy
Froggy (カエル-クン, Kaeru-kun, "Kaeru-kun") is een grote kikker en het huisdier van Big the Cat. Froggy is vrijwel altijd bij Big in de buurt.
Net als Big doet Froggy ook mee in Sonic X en ook in Sonic dx.

## Biolizard
De Biolizard is een creatie van professor Gerald Robotnik, en een prototype van de ultieme levensvorm die hij probeerde te maken. De Biolizard verscheen in het spel Sonic Adventure 2 als de voorlaatste eindbaas. Tevens verscheen hij in de serie Sonic X in een soortgelijke rol.
De Biolizard is een kolossaal reptiel. Hij is 85 meter lang en 30 meter breed. Hij kan een soort energieballen afvuren uit zijn bek en de zwaartekracht manipuleren. Hij kan zichzelf regenereren. Het wezen werd door Gerald als te gevaarlijk beschouwd, en daarom opgesloten aan boord van de ruimtekolonie ARK.
Toen Dr. Eggman de zeven chaosdiamanten aansloot op de ARK en zo onbedoeld Geralds programmering om de ark neer te laten storten activeerde, werd de Biolizard weer vrijgelaten. Sonic en Shadow werkten samen om het beest te vernietigen.

## Black Arms
De Black Arms zijn een ras van demonische aliens, geleid door Black Doom. Ze verschenen in het spel Shadow the Hedgehog, waarin ze de aarde aanvallen op zoek naar de zeven Chaosdiamanten. Ze leven op een grote komeet, die elke 50 jaar langs de aarde vliegt.
De Black Arms willen met de chaosdiamanten Chaos Control activeren, en hun komeet naar het aardoppervlak sturen.
De Black Arms komen ook voor in de stripserie Sonic the Hedgehog, waarin ze in oorlog zijn met een ander ras genaamd de Xorda.

### Black Doom
Black Doom is de leider van de Black Arms, en de primaire antagonist in het spel Shadow the Hedgehog. Black Doom is voor Shadow wat Dr. Eggman is voor Sonic. Black Doom is onsterfelijk, en beschikt over verschillende telekinetische vaardigheden. Hij heeft een derde oog, dat een eigen leven leidt.
Black Doom werkte 50 jaar geleden samen met Gerald Robotnik mee aan de creatie van Shadow. Gerald beloofde Black Doom in ruil voor zijn hulp de zeven chaosdiamanten. Toen Gerald ontdekte dat Black Doom en zijn leger met de diamanten de aarde wilden aanvallen, bouwde hij een groot kanon om hun komeet te vernietigen.

## King Boom Boo
King Boom Boo is de koning van een groep spoken. Hij komt onder andere voor in het spel Sonic Adventure 2, en in de serie Sonic X.
King Boom Boo kan plasmabollen afvuren, en beschikt over verschillende andere spookkrachten. Zijn macht is echter gebonden aan een voorwerp waarop een zon en een maan staan afgebeeld. Als de zonkant naar boven is gericht wordt hij zwakker, maar als de maan naar boven is gericht wordt hij sterker.

## Chaos
Chaos is de primaire antagonist in het spel Sonic Adventure. Hij is een wezen dat vrijwel geheel bestaat uit een waterachtige substantie. Chaos was de eerste schurk die in een Sonic-spel Dr. Eggmans positie als primaire antagonist overnam.
Chaos is een gemuteerde Chao. Hij zag zichzelf als de beschermer van de Chao's. Toen de leider van de mierenegelstam, Pachacamac, de Chao's aanviel in een poging de chaosdiamanten en de Master Emerald te stelen, greep Chaos in. Hij gebruikte de macht van de diamanten om zijn ultieme vorm te bereiken. Vervolgend doodde hij Pachacamac en diens leger, en vernietigde hun dorp. Pachacamacs dochter, Tikal, sloot Chaos op in de Master Emerald samen met haar eigen geest.
Duizenden jaren later ontdekte Dr. Eggman Chaos' bestaan, en vernietigde de Master Emerald om hem te bevrijden. Chaos weigerde met Eggman mee te werken, en ging zelf de diamanten verzamelen. Hij veranderde wederom in zijn ultieme vorm door de negatieve energie uit de diamaten te absorberen. Sonic gebruikte de positieve energie van de diamanten om Super Sonic te worden, en Chaos te verslaan. Chaos veranderde weer terug in zijn originele vorm, en werd meegenomen door de geest van Tikal.
Chaos is een ontsluitbaar personage in Sonic Adventure 2.
Chaos komt ook voor in de serie Sonic X, in een verhaal gelijk aan dat van het spel Sonic Adventure.

## Chaotix
De Chaotix zijn een groep personages die hun debuut maakten in het spel Knuckles' Chaotix. De groep, of de individuele leden, hebben sindsdien ook meegespeeld in Sonic the Fighters, Sonic Heroes, Shadow the Hedgehog, Sonic Rivals 2, Mario & Sonic op de Olympische Spelen en de Story Mode van Mario & Sonic op de Olympische Winterspelen voor de Nintendo DS. Verder komen ze voor in de animeserie Sonic X, de Britse stripserie Sonic the Comic, en de Amerikaanse stripserie Sonic the Hedgehog. Ze doen meestal dienst als detectives.

### Heavy & Bomb
Heavy & Bomb zijn twee robots. Heavy is een dikke zilverkleurige robot met rode bokshandschoenen als handen. Hij was ooit Dr. Eggmans hoofdmonteur. Heavy is erg sterk, en vrijwel onverwoestbaar.
Bomb is een kleine bolle robot in de kleuren zwart en rood. Hij is juiste erg zwak, en ontploft indien hij door een vijandige aanval wordt geraakt (hoewel hij zichzelf direct weer opbouwt).

### Ray the Flying Squirrel
Ray (Romaji: Rē za Sukuwuru) is een antropomorfe vliegende eekhoorn. Hij was een hoofdpersonage in het spel SegaSonic the Hedgehog. Verder doet hij mee in de Sonic the Hedgehog-stripserie, en Ray heeft een rol in het spel Sonic Mania Plus uit 2018.

## Coconut Crew
De Coconut Crew is een team van zeven koala's en een Vikingijsbeer. Het komt voor in het spel Sonic Rush Adventure. Alle leden helpen Sonic op zijn tocht.

## Egg Golem
De Egg Golem is een eindbaas in het spel Sonic Adventure 2. Nadat Knuckles the Echidna King Boom Boo heeft verslagen, verschijnt Eggman met dit kolossale standbeeld. Om de Egg Golem te verslaan moet Sonic het hoofd van het beeld zien te bereiken om het controlemechanisme te vernietigen.
De Egg Golem deed ook mee in de serie Sonic X, waarin hij wordt bestuurd door Bokkun.
Een soortgelijk personage werd gebruikt in het spel Sonic & Knuckles.

## Prinses Elise
Princess Elise The Third is een personage uit het spel Sonic the Hedgehog. Hierin is ze de prinses van Soleanna. In het spel zit de geest van het wezen Iblis in haar opgesloten.

## Emerl
Emerl (エメル, Emeru) is een robot die voor het eerst voorkwam in het spel Sonic Battle. Hij is een oud wapen dat 4000 jaar geleden werd gemaakt door een oude beschaving. Hij werd 50 jaar geleden ontdekt door Professor Gerald Robotnik. Emerl kan de vaardigheden van anderen kopiëren en zichzelf zo sterker maken. Later voegde Emerl zich bij Sonic en zijn team, en reisde lange tijd met hen mee. Toen hij echter alle zeven chaosdiamanten in handen kreeg, kwam Emerls oude programmering weer naar boven en draaide hij door. Sonic had geen andere keus dan hem te vernietigen.
Emerl deed ook mee in enkele afleveringen van Sonic X. Hierin is hij een creatie van Dr. Eggman.

### Gemerl
Gemerl (ジーメル, Jiimeru, G-mel) is een robot die meedeed in het Game Boy Advance-spel Sonic Advance 3. Gemerl is door Dr. Eggman gemaakt uit de resterende data van Emerl. Gemerl kan fuseren met machines, teleporteren, en vliegen met behulp van een jetpack.

## Erazor Djinn
Erazor Djinn is een djinn, en de primaire antagonist in het spel Sonic and the Secret Rings. Zijn naam is een parodie op de woorden "Eraser" en "Razor".
Erazor bedreigt in het spel de wereld van 1001 nacht. Hij is bezig alle verhalen uit te wissen. Zijn ultieme doel is om Sonics wereld te bereiken en die ook over te nemen.

## Fang the Sniper
Fang the Sniper (ファング・ザ・スナイパー, Fangu za Sunaipā), ook bekend als Nack the Weasel in Amerikaanse en Europese Sonic-spellen, is een paarse antropomorfe wolf/wezel hybride. Hij verscheen voor het eerst in het spel Sonic Triple Trouble als een ervaren schatzoeker. Hij is geobsedeerd door rijkdommen
Fang doet mee in de spellen Sonic Triple Trouble, Sonic Drift 2, Tails Adventures, Sonic Generations, Sonic the Fighters, Sonic Mania, Sonic Superstars en Sonic Speed Simulator.

## Professor Gerald Robotnik
Professor Gerald Robotnik (ジラルド・ロボトニック, Jirarudo Robotonikku) is de grootvader van Maria Robotnik en Dr. Eggman. Hij is tevens de schepper van Shadow the Hedgehog, het ruimtestation genaamd de Space Colony ARK en de Biolizard. Hij werd voor het eerst gezien in Sonic Adventure 2.
Gerals werkte mee aan de ontwikkeling van een formule die iemand onsterfelijkheid kon geven. Dit resulteerde in de creatie van Shadow. Hiervoor maakte Gerald een deal met de alien Black Doom.
Toen Gerald ontdekte dat zijn kleindochter Maria was gedood, verloor hij zijn verstand. Hij programmeerde de ARK zodat deze op aarde zou neerstorten als alle zeven chaosdiamanten op de ARK werden aangesloten. Tevens paste hij Shadows geheugen aan zodat hij dit plan voor hem zou uitvoeren.
Gerald Robotnik wordt ook gezien in de serie Sonic X, waarin zijn rol gelijk is aan die in het spel "Sonic Adventures 2".

### Maria Robotnik
Maria Robotnik (マリア‧ロボトニック, Maria Robotonikku) is de kleindochter van Gerald Robotnik, en het nichtje van Dr. Eggman. Ze wordt gezien in flashbacks van Shadow in de spellen Sonic Adventure 2, en Shadow the Hedgehog, en in de animeserie Sonic X.
Maria leed aan een ziekte genaamd "NIDS" (Neuro-Immune Deficiency Syndrome). Om haar te helpen werkte Gerald Robotnik mee aan het programma om een onsterfelijkheidsformule uit te vinden. Maria werd goede vrienden met haar grootvaders creatie, Shadow. Maria kwam om het leven toen de militaire organisatie GUN de ARK aanviel om de Biolizard, een andere creatie van Gerald, te vernietigen. Maria stuurde Shadow met een ontsnappingscapsule naar de aarde waar hij de mensen moest helpen, zij zelf werd neergeschoten. Shadow wilde eerst wraak nemen om Maria's dood, maar herinnerde zich zijn belofte aan Maria.

## Ifrit
Ifrit is een eindbaas in het spel Sonic and the Secret Rings. Hij is een djinn die de macht heeft over vuur. Hij wordt opgeroepen door de Erazor Djinn.

## Lumina Flowlight
Lumina Flowlight deed mee in het spel Sonic Shuffle als de bewaker van de Precioustone in de Maginary wereld. Ze is een roze feeachtig wezen. Bij aanvang van het spel haalde ze Sonic, Tails, Knuckles, Amy en (onbedoeld) Eggman naar haar wereld om haar te helpen de schurk Void te verslaan.

## Marine the Raccoon
Marine the Raccoon (マリン ・ザ ・ラクーン Marin za Rakūn) is een personage dat haar debuut maakte in Sonic Rush Adventure. Marine is een antropomorfe wasbeer. Ze woont op Southern Island. Ze is nogal een warhoofd, en handelt vaak zonder na te denken. Ze is ook erg opdringerig. Haar droom is om ooit kapitein te worden, maar bij haar eerste poging verging haar schip omdat ze vergeten was remmen in te bouwen.
Marine doet ook mee in de stripserie Sonic the Hedgehog.

## Omochao
Omochao (オモチャオ, Omochao) is een robotische Chao met een propeller op zijn hoofd. Zijn naam is een porte-manteau van het Japanse woord omocha (speelgoed) en Chao. Omachao is net als de chao een klein blauw wezen met oranje ogen.
Omochao had vele dubbelgangers in Sonic Adventure. Zijn bekendste optreden is in Sonic Adventure 2, waarin hij de speler instructies geeft over het spel. Naast dit spel heeft hij cameos in vele andere spellen.
Omochao heeft ook een cameo gehad in de stripserie Sonic the Hedgehog.
Hij heeft een slechte reputatie door de onnodige informatie die hij geeft.

## Pachacamac the Echidna
Pachacamac (of Chief Pachacamac) is een rood-bruine mierenegel van hetzelfde ras als Knuckles the Echidna. Hij deed enkel mee in het spel Sonic Adventure, waarin hij gezien wordt in een aantal flashbacks.
Pachacamac was erg oorlogszuchtig. Toen hij en zijn leger een groep Chao's aanvielen, nam hun beschermer, Chaos, wraak. Hij vernietigde Pachacamac en zijn leger, evenals de stad van de mierenegels.

### Tikal the Echidna
Tikal (ティカル, Tikaru) is de dochter van Pachacamac. Ze deed mee in het spel Sonic Adventure, en had cameo's in latere spellen. Ze werd tevens gezien in de animeserie Sonic X.
Tikal komt van dezelfde stam als Knuckles. Ze was in tegenstelling tot haar vader een pacifist. Toen ze zag hoe het wezen Chaos haar stad vernietigde, gebruikte ze de macht van de Master Emerald om Chaos op te sluiten. Ook Tikals geest werd in de Emerald opgesloten.
Duizenden jaren later vernietigde Dr. Eggman de Master Emerald om Chaos vrij te laten. Tikals geest hielp Sonic om Chaos opnieuw te verslaan.

## Shahra the Ring Genie
Shahra the Ring Genie maakte haar debuut in het spel Sonic and the Secret Rings. In dit spel haalt ze Sonic naar haar wereld om Erazor Djinn te stoppen.
Sharha had daarnaast een cameo in Super Smash Bros. Brawl.

## Solaris
Solaris was een god van de tijd, en de primaire antagonist in het spel Sonic the Hedgehog. De hertog van Soleanna probeerde Solaris' tijdkrachten te bemachtigen in de hoop dat de mensheid hiermee zijn fouten uit het verleden kon rechtzetten. Bij dit experiment ging iets mis, en Solaris werd opgesplitst in twee wezens: Iblis en Mephiles. Mephilis werd opgesloten in een voorwerp genaamd de "Scepter of Darkness", terwijl Iblis werd opgesloten in Prinses Elise The Third.
Later in het spel voegen de twee eenheden zich weer samen tot Solaris, die de wereld meteen in duisternis hult. Hij wordt verslagen door de gecombineerde krachten van Super Sonic, Super Shadow en Super Silver.
Solaris kan meteorieten en een grote laser afvuren. Tevens kan hij oogballen oproepen die alle personages op het veld, ook andere vijanden, aanvallen. Het aanraken van zo’n oog resulteert onmiddellijk in het verlies van een leven, zelfs als de speler een power-up gebruikt die normaal onsterfelijkheid biedt.

### Iblis
Iblis is een onsterfelijk monster, en een van de vijanden van Silver the Hedgehog in het spel Sonic the Hedgehog. Hij was een van de twee helften van de god Solaris, en zat aanvankelijk opgesloten in het lichaam van Prinses Elise. Iblis lijkt een hersenloos wezen te zijn dat enkel leeft voor vernietiging.

### Mephiles the Dark
Mephiles the Dark (メフィレス・ザ・ダーク, Mefiresu za Dāku) is de primaire vijand in Shadow the Hedgehog' verhaallijn in het spel Sonic the Hedgehog voor de Xbox 360. Hij is de andere helft van de god Solaris, en zat opgesloten in de "Scepter of Darkness". Hij werd per ongeluk vrijgelaten door Dr. Eggman.
Mephiles primaire doel in het spel is het bevrijden van Iblis en weer met hem fuseren tot Solaris.

## Trip the Sungazer
Trip the Sungazer (トリップ・ザ・サンゲイザー, Torippu za Sangeizā) is een reuzengordelstaarthagedis die op de Northstar Islands woont. Nadat Fang problemen veroorzaakte op de eilanden ging ze op onderzoek uit. Op deze manier ontdekte hij haar. Vervolgens moest ze hem en Dr. Eggman doorheen de eilanden gidsen. Ondanks dat ze de verstoring van de fauna en flora op de eilanden niet steunde, hielp ze toch zoveel ze kon en probeerde ze om een band te smeden met haar teamgenoten. Nadat ze in een valstrik viel, vond Amy haar. Vervolgens leidde Amy haar naar de uitgang en gaf ze Trip een appel voordat ze elk opnieuw hun eigen weg opgingen. Later stal Fang de Chaos Emeralds die Sonic en zijn vrienden verzameld hadden. Tijdens het daaropvolgende gevecht kwam er een breekpunt tussen Fang en Trip, waarna ze de Chaos Emeralds gebruikte om te transformeren in haar supervorm en Fang een genadeslag toebracht. Vervolgens voegde ze zich bij Sonic en zijn vrienden in hun strijd tegen Dr. Eggman. Momenteel is ze de bewaker van de Northstar Islands.

## Vanilla the Rabbit
Vanilla the Rabbit (ヴァニラ・ザ・ラビット, Vanira za Rabitto) is de moeder van Cream the Rabbit. Ze maakte haar debuut in Sonic Advance 2. Verder heeft ze een rol in de serie Sonic X. Vanilla is erg beschermend tegenover haar dochter, en staat vaak niet toe dat ze met Sonic en co optrekt.

## Void
Void is een imp-achtig wezen die de antagonist vormt in het spel Sonic Shuffle. Bij aanvang van het spel verwoest hij de mysterieuze Precioustone, die de wereld Maginaryworld controleert. Sonic en zijn vrienden worden naar deze wereld gehaald om de steen te repareren en Void te stoppen. Aan het eind van het spel blijkt dat Void van belang is voor het in stand houden van de balans in Maginaryworld. Hij is een helft van Maginaryworlds heerster Illumina. Lumina is de andere helft. Derhalve vernietigt Sonic Void niet.

## Wendy Witchcart
Wendy Witchcart is oude heks, en de primaire antagonist in het spel Tails' Skypatrol. Ze heerst als een tiran over een klein eiland. Ze gebruikt robots als haar soldaten.

## Captain Whisker
Een robotpiraat gemaakt door Dr. Eggman en Eggman Nega. Captain Whisker lijkt sterk op Dr. Eggman. Hij en zijn bende piraten zoeken naar een oud voorwerp genaamd de Jeweled Scepter om een naamloos wezen te laten ontwaken. De piraten zijn niet erg intimiderend. Whisker vergeet voortdurend Sonic en Co, en kan makkelijk worden misleid.